# Галаганов Іван Олексійович
Іван Олексійович Галаганов (нар. 17 червня 1915, Мала Рибка — пом. 2009) — український живописець; член Спілки художників України з 1960 року.

## Біографія
Народився 17 червня 1915 року в селі Малій Рибці Саратовської губернії Російської імперії (тепер Саратовський район Саратовської області, Росія). 1940 року закінчив Пензенське художнє училище, де навчався у Івана Горюшкіна-Сорокопудова. Впродовж 1940–1944 років працював викладачем педагогічного училища у Пензенській області РРФСР. 1950 року закінчив Київський художній інститут (викладачі Карпо Трохименко, Георгій Меліхов, Володимир Костецький).
Жив у Донецьку, в будинку на проспекті Ілліча № 96 а, квартира 66. Помер у 2009 році.

## Творчість
Працював у галузі станкового живопису. Автор портретів, пейзажів, натюрмортів і жанрових картин. Серед робіт:
- «Піонер» (1944);
- «Опівдні» (1949);
- «Вид на металургійний завод» (1957);
- «Жито» (1958);
- «Міський пейзаж» (1962);
- «Доменники» (1963);
- «Донецький пейзаж» (1965);
- «Донецькі ревкоми» (1967, разом з Іваном Кириченком);
- «Бузок» (1968, 1977);
- «Півонії» (1968);
- «Донецький металургійний завод» (1975);
- «Старший гірник Донецького металургійного заводу М. Харкін» (1980);
- «Півонії» (1983, 1995);
- «Шахтарське весілля» (1985);
- «Дівчина» (1990);
- «Пейзаж» (1992);
- «Галина» (1998);
- «Річка Кальміус» (2004).

Дебютував на 10-й Українській художній виставці, відкритій в листопаді 1949 року в Києві, в Державному музеї українського мистецтва та Державному музеї російського мистецтва. З цього часу — учасник республіканських, всесоюзних і зарубіжних художніх виставок. Персональна виставка пройшла у Донецьку у 1987 році.
Твори живописця представлені в Донецькому художньому музеї, в галерейних і приватних колекціях в Україні та за її межами.